# Yorkshire i Humber
Yorkshire i Humber jedna je od devet službenih regija Engleske na prvoj razini Nomenklature teritorijalnih statističkih jedinica (NUTS - Nomenclature of Territorial Units for Statistics) u statističke svrhe.
 
Obuhvaća veći dio povijesne grofovije Yorkshire (administrativna područja Južnog Yorkshirea, Zapadnog Yorkshirea, Istočnog Ridinga Yorkshirea, Kingstona na Hullu, Sjevernog Yorkshirea i City of York, kao i Sjeverni Lincolnshire i Sjeveroistočni Lincolnshire. Middlesbrough, Redcar i Cleveland. Najveća naselja su Leeds, Sheffield, Bradford, Kingston na Hull-u i York. U regiji je 2019. bilo 5 502 967 stanovnika.

## Naziv regije
Naziv regije Yorkshire i Humber dolazi nakon ujedinjenja povijesne grofovije Yorkshire i bivše grofovije Humberside.
Sjeverni Lincolnshire, Sjeveroistočni Lincolnshire, Istočni Riding Yorkshirea i Kingston na Hullu su unitarne uprave i nekada su činile Humberside koji je imao status nemetropolitanske i ceremonijalne grofovije u sjevernoj Engleskoj od 1. travnja 1974. do 1. travnja 1996., a koja je dobila ime po rijeci Humber i njenom velikom plimnom estuariju na istočnoj obali sjeverne Engleske, što znači da se regija zvala Yorkshire & Humberside.

## Politika
Odbori za regije, uključujući i onaj za Yorkshire i Humber, prestali su postojati raspadom Parlamenta 12. travnja 2010., a novi saziv Parlamenta ih nije ponovno uspostavio. Dolazeća koalicijska vlada nije imenovala regionalne ministre, a Vladini uredi ukinuti su 2011. godine.

### Brexit
Nakon što je Velika Britanija izglasala Brexit na referendumu 2016. godine, regije NUTS-a smanjile su važnost. Do 2021. godine (datum definitivnog razlaza je stupio na snagu 1. siječnja 2021.), korištenje regija NUTS-a u svojoj cjelini postat će neslužbeno s britanskim regulatorima koji su odlučili usvojiti ili stvoriti novu statističku podjelu Engleske.

## Lokalna vlast
Službena regija sastoji se od sljedećih pododjela:
| Karta                         | Ceremonijalne grofovije                           | Nemetropolitanske grofovije / Unitarne uprave                                                 | Nemetropolitanski okruzi                              |
| ----------------------------- | ------------------------------------------------- | --------------------------------------------------------------------------------------------- | ----------------------------------------------------- |
|                               | 1. Južni Yorkshire **                             | 1. Južni Yorkshire **                                                                         | a) Sheffield, b) Rotherham, c) Barnsley, d) Doncaster |
| 2. Zapadni Yorkshire **       | 2. Zapadni Yorkshire **                           | a) Wakefield, b) Kirklees, c) Calderdale, d) Bradford, e) Leeds                               |                                                       |
| Sjeverni Yorkshire (samo dio) | 3. Sjeverni Yorkshire *                           | a) Selby, b) Harrogate, c) Craven, d) Richmondshire, e) Hambleton, f) Ryedale, g) Scarborough |                                                       |
| Sjeverni Yorkshire (samo dio) | 4. York - Unitarna uprava                         |                                                                                               |                                                       |
| Istočni Riding Yorkshirea     | 5. Istočni Riding Yorkshirea - Unitarna uprava    | 5. Istočni Riding Yorkshirea - Unitarna uprava                                                |                                                       |
| Istočni Riding Yorkshirea     | 6. Kingston na Hullu - Unitarna uprava            |                                                                                               |                                                       |
| Lincolnshire (samo dio)       | 7. Sjeverni Lincolnshire - Unitarna uprava        | 7. Sjeverni Lincolnshire - Unitarna uprava                                                    |                                                       |
| Lincolnshire (samo dio)       | 8. Sjeveroistočni Lincolnshire - Unitarna uprava. |                                                                                               |                                                       |

* Nemetropolitanska grofovija 

**Metropolitanska grofovija

## Regionalna skupština
Skupština Yorkshire i Humbera bila je partnerstvo svih lokalnih uprava u regiji te predstavnika različitih gospodarskih, socijalnih i okolišnih sektora. Skupština u punom sazivu obično se sastajala tri puta godišnje, obično u veljači, lipnju i listopadu.
Cijela skupština bila je odgovorna za regionalno rukovođenje, dogovaranje regionalnih strateških prioriteta, usmjeravanje razvoja integriranog regionalnog okvira i odobravanje ključnih regionalnih strategija. Članstvo su činile sve 22 lokalne uprave u regiji, plus 15 socijalnih, ekonomskih i ekoloških partnera, a nacionalni parkovi su imali namjenu planiranja.

### Ukidanje Regionalne skupštine
31. ožujka 2009. godine Skupština je ukinuta i zamijenjena lokalnom samoupravom Yorkshire i Humber (LGYH - Local Government Yorkshire and Humber), koja je nastavila boraviti u bivšim skupštinskim prostorijama u Wakefieldu - Zapadni Yorkshire.